# Mina Karadžić
Pour les articles homonymes, voir Karadžić.
Wilhelmina « Mina » Karadžić-Vukomanović (en serbe cyrillique : Вилхелмина "Мина" Караџић-Вукомановић) ; née à Vienne le 12 juillet 1828 et morte à Vienne le 12 juin 1894 est une peintre et une écrivaine serbe d'origine autrichienne.
Elle est la fille du linguiste Vuk Stefanović Karadžić et de la viennoise Anna Maria Kraus. Mina Karadžić est une des trois femmes peintres (avec Katarina Ivanović et Poleksija Todorović) à avoir travaillé en Serbie au XIXe siècle.

## Biographie

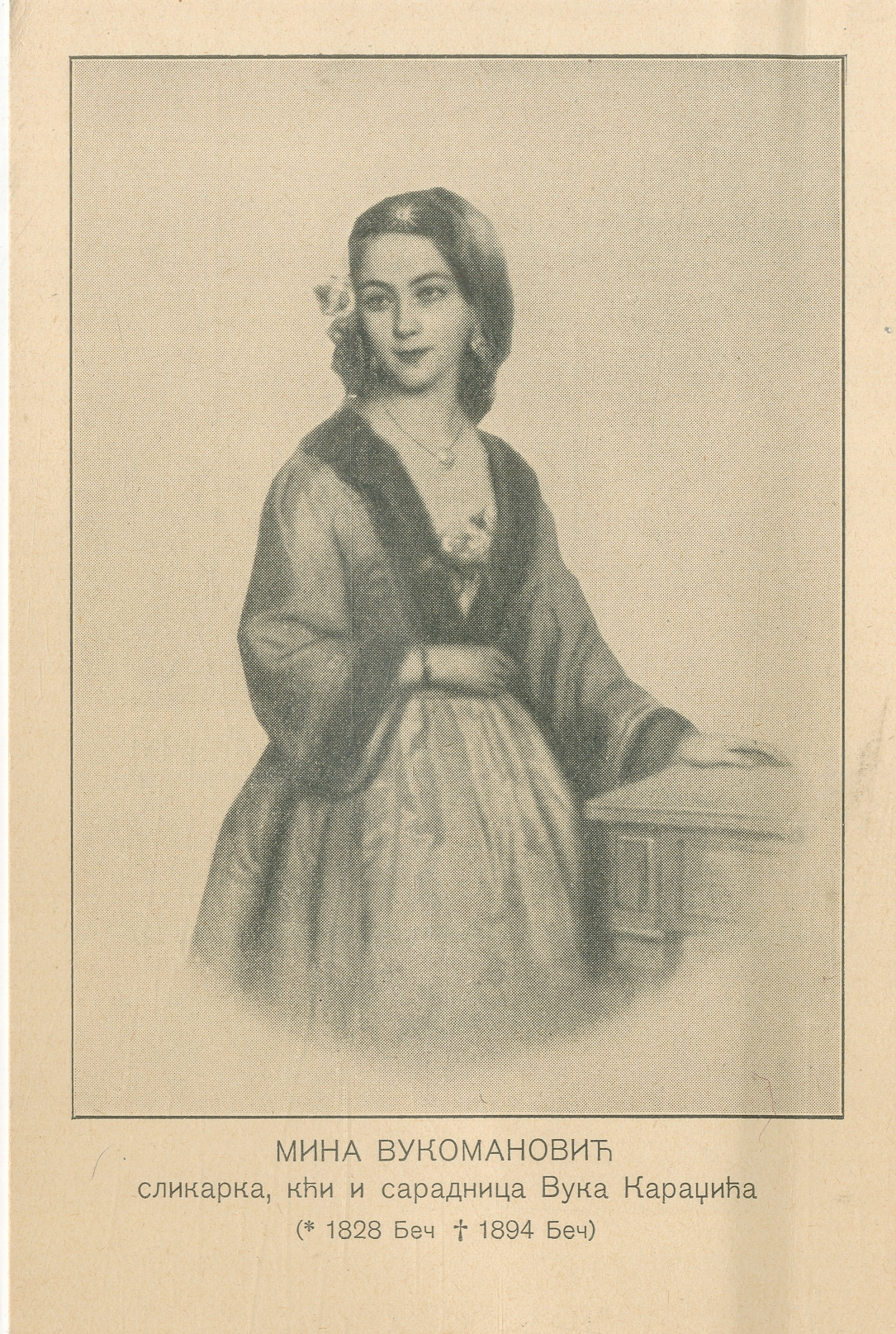
Portrait de Mina Karadžić, anonyme, bibliothèque universitaire Svetozar Marković de Belgrade.

Les parents de Mina, Vuk et Anna Karadžić, ont eu treize enfants, qui tous, à l'exception de Mina et de son frère Dimitrije, sont morts dans leur enfance et ou dans leur jeunesse ; Dimitrije était un cadet de l'Académie du génie de Klosterbruck.
Mina est née à Vienne et a grandi dans une maison où sont venues de nombreuses personnalités célèbres de la culture serbe de cette époque, amis et associés de son père : Branko Radičević, Đuro Daničić, prota Mateja Nenadović, Petar Petrović-Njegoš, le prince Michel Obrenović, Stevan Knićanin, les peintres Uroš Knežević, Steva Todorović, Dimitrije Tirol, le patriarche Josif Rajačić, le prince monténégrin Danilo Petrović-Njegoš, ainsi que d'autres personnalités comme Jacob Grimm, l'historien Leopold von Ranke, Pavel Šafarik, le savant russe Izmail Sreznevsky et bien d'autres. En plus de l'allemand, Mina a appris le français très tôt, puis l'italien, elle a commencé à apprendre le serbe à 15 ans, et l'anglais à 19 ans. Elle a suivi des cours de piano et de peinture. Gustav Grossmann lui a enseigné la musique. Jernej Kopitar s'est également occupé de son éducation en mettant à sa disposition des ouvrages d'écrivains allemands, français et anglais.
Mina a étudié assidument, d'abord le dessin, avec l'aumônier Josef Pfeiffer, et au milieu des années 1850, elle a continué sa formation dans l'atelier de Friedrich Schilcher, puis avec le peintre Gruber. Elle a assisté son père en tant que secrétaire et l'a accompagné dans ses voyages, ce qui lui a permis de visiter des galeries d'art à Venise (1847), à Berlin (1849 et 1854) et à Dresde (1854). Elle voulait étudier à Saint-Pétersbourg, mais n'a pas obtenu de bourse.
À l'âge de trente ans, elle est entrée dans le Dictionnaire des artistes yougoslaves d'Ivan Kukuljević Sakcinski et, peu après, dans le Lexique biographique de Constantin von Wurzbach ; au début du XXe siècle, elle figure parmi les 216 Serbes célèbres du XIXe siècle d'Andra Gavrilović.

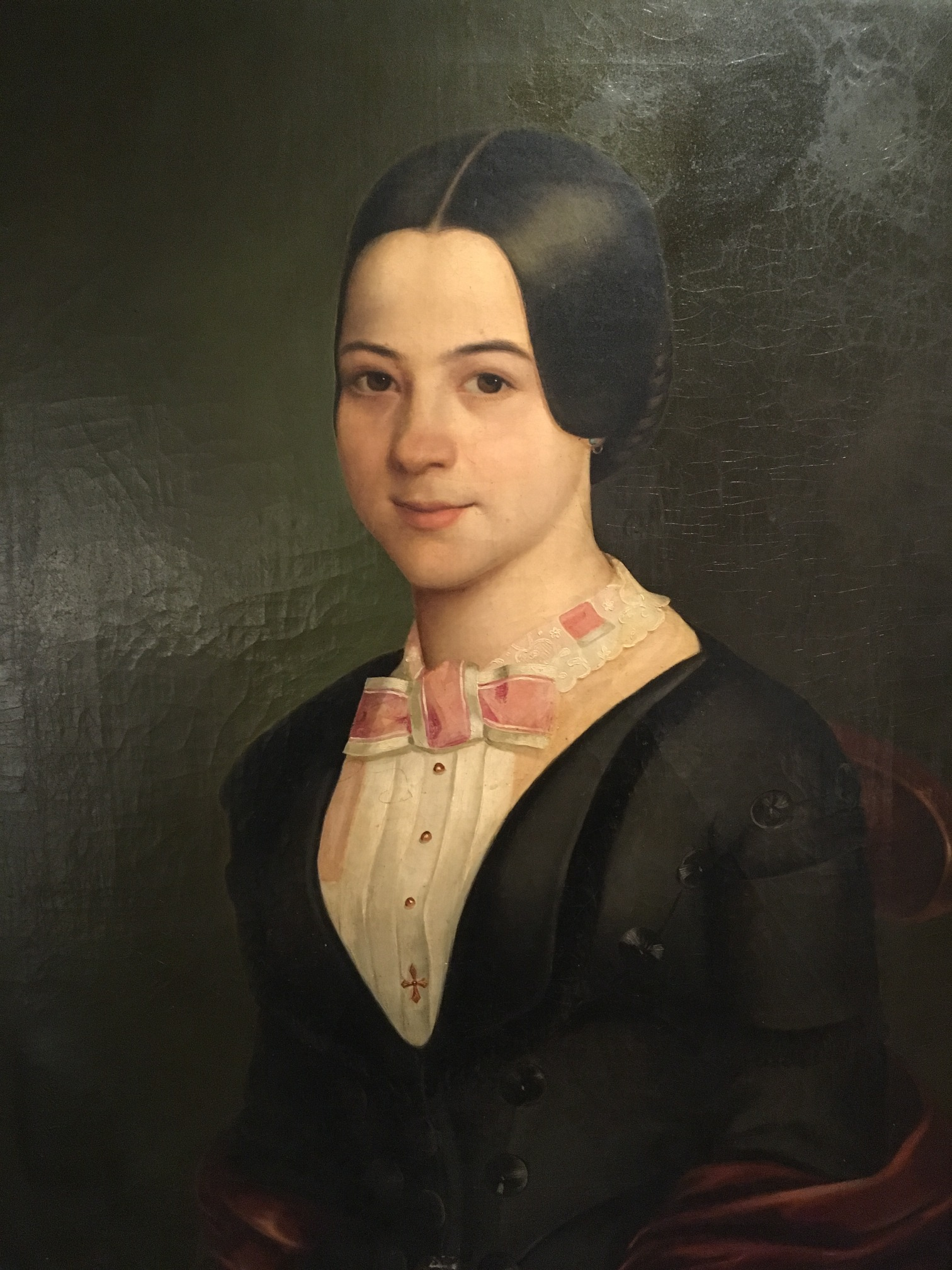
Portrait de Mina Karadžić par Jovan Isailović le Jeune, Musée national de Belgrade.

En mai 1858, Mina est arrivée avec ses parents par bateau de Vienne à Zemun. À Belgrade, elle s'est convertie à la foi orthodoxe et a été nommée Milica. Elle a épousé un cousin de la princesse Ljubica, Aleksa Vukomanović (1826-1859), professeur de littérature au Lycée de Belgrade, un des établissements précurseurs de la future université de Belgrade ; Aleksa était également membre de la Société de littérature serbe. Le mariage a été célébré dans la cathédrale Saint-Michel le 30 mai 1858. Aleksa est mort à la fin de 1859, après un an et demi de mariage. Le couple a eu un fils, Janko, qui a été élevé dans le corps de cadets russes en tant qu'officier. Mina et Janko ont quitté Belgrade pour Vienne à la fin de septembre 1860. Le père de Mina, Vuk, est mort en 1864 et elle a pris soin de sa mère Anna, gravement malade, jusqu'à sa mort survenue le 11 août 1876. En 1876, son fils Janko est rentré en Serbie pour s'engager en tant que volontaire dans la guerre serbo-turque puis il est retourné en Russie où il est mort en 1878. À ces événements s'est ajouté la mort de son frère Dimitrije Karadžić (1836-1883) à Saint-Pétersbourg. Après cela, Mina est restée la seule descendante de Vuk Karadžić et, avec elle, la lignée de Vuk s'est éteinte en 1894.
Mina Karadžić Vukomanović est décédée d'une urémie, à Vienne, le 12 juin 1894. Aux frais de l'État, elle a été transférée à Belgrade et enterrée dans la tombe de son mari Aleksa dans le cimetière de Tašmajdan ; en 1905, leurs dépouilles ainsi que celle de leur fils ont été transférées à Savinac près de Gornji Milanovac, où ils ont été enterrés dans l'église Saint-Sava, qui sert de mausolée à la famille Vukomanović,.

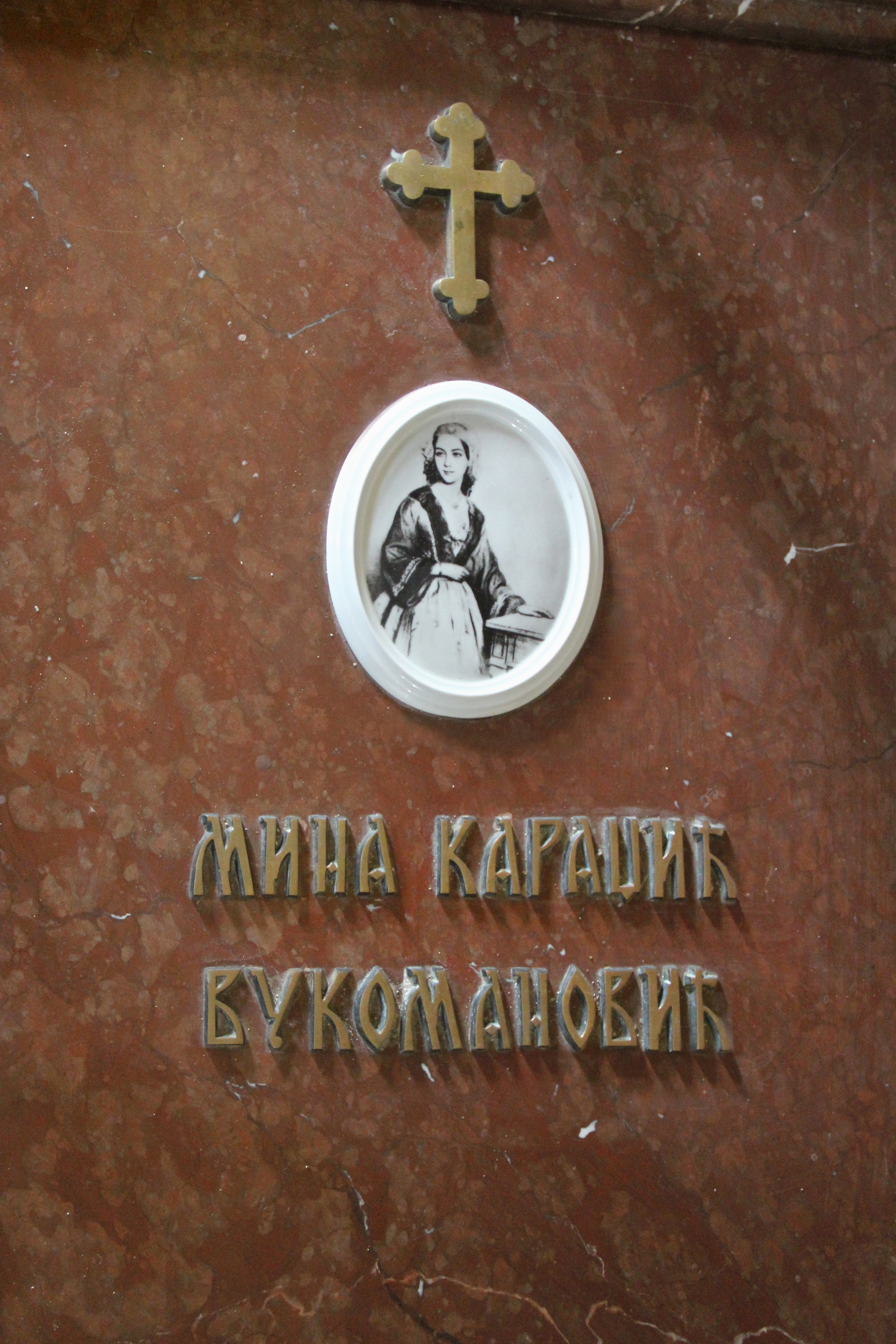
La tombe de Mina Karadžić Vukomanović dans l'église Saint-Sava de Savinac.

Par testament, Mina Karadžić a légué au Royaume de Serbie tout un ensemble d'objets, de documents et d'ouvrages liés à son père ; ils sont aujourd'hui conservés au Musée de Vuk et Dositej à Belgrade, une institution qui dépend du Musée national.

## Œuvres picturales et littéraires

### Peinture

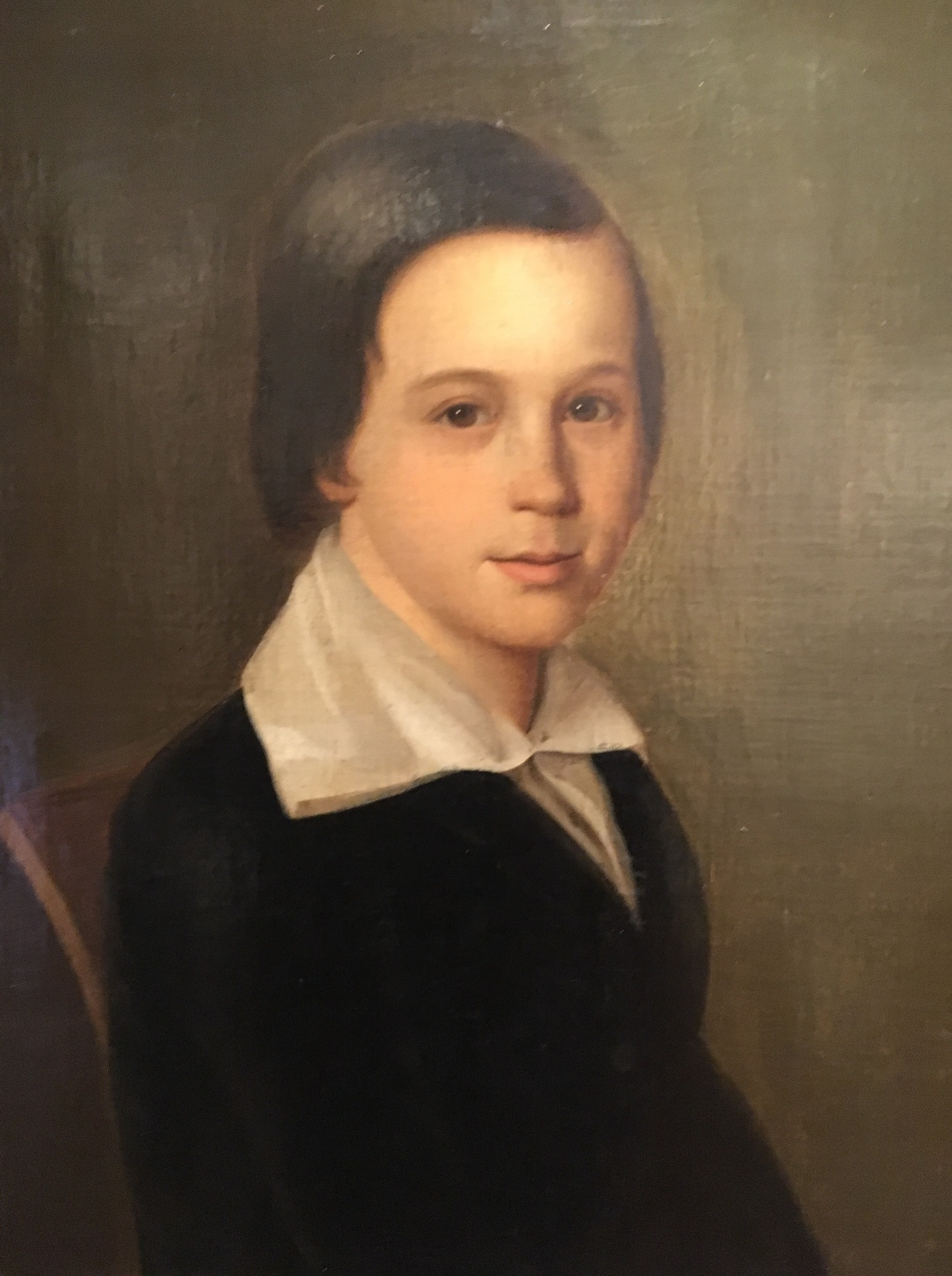
Portrait de son frère Dimitrije.

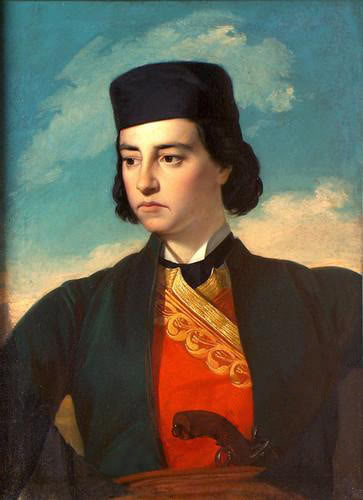
Jeune Monténégrin.

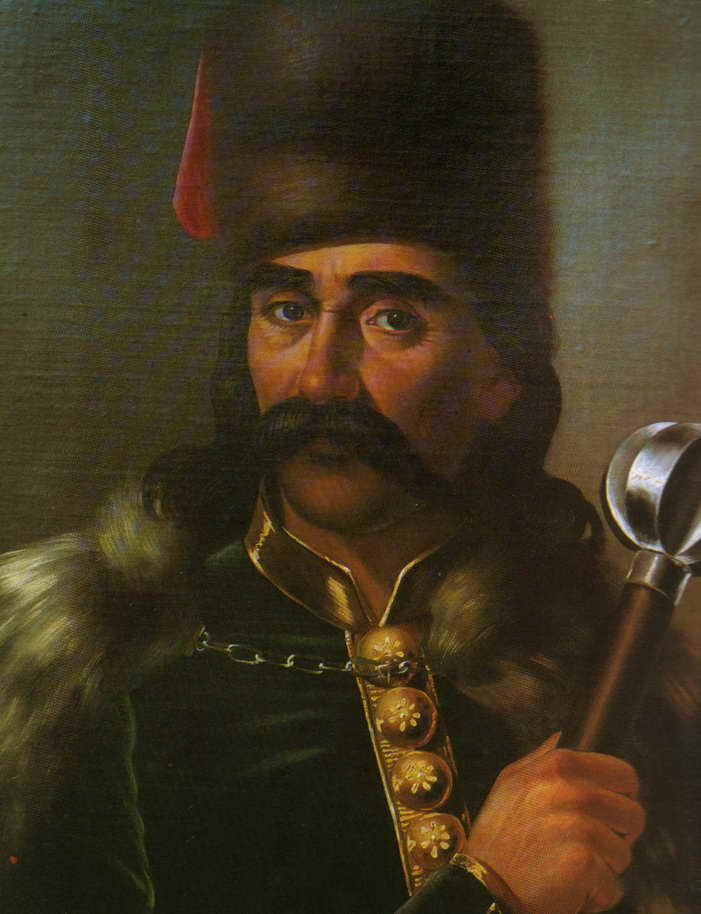
Marko Kraljević avec une masse.

Mina Karadžić a peint 50 tableaux dont 20 sont conservés, principalement des portraits à l'huile, des aquarelles et des dessins à la craie. Elle n'a ni signé ni daté ses œuvres. Elle a peint les personnes qu'elle rencontrait chez elle tous les jours, parents, personnalités, amis, enfants et invités mais elle a aussi peint des personnages historiques et copié des motifs religieux.
Parmi ses œuvres, on peut citer :
- Autoportret (Autoportrait), huile sur toile, Musée national de Belgrade ;
- Devojka sa vinovom lozom (La Fille à la couronne de feuilles de vigne), huile sur toile ;
- Vukov lik (Figure de Vuk), craie blanche, noire et rouge sur papier jaune ;
- Portret brata Dimitrija (Portrait de son frère Dimitrije), huile sur toile, Musée national de Belgrade
- Bošnjak s belom kapom (Bosniaque au bonnet blanc), huile, Musée national de Belgrade ;
- Bošnjak s crvenim sarukom (Bosniaque au saruk rouge), huile, Musée national de Belgrade ;
- Crnogorac (Monténégrin), huile, 84 × 108,5, Musée national de Belgrade ;
- Crnogorac (Monténégrin), huile, 61 × 77, Musée national de Belgrade ;
- Crnogorski vojvoda (Voïvode monténégrin), huile, Musée national de Belgrade ;
- Crtež nepoznate osobe (Dessin d'un inconnu) ;
- Cveće (Fleurs), aquarelle, dédicacée « À mon amie Milica Stojadinović en souvenir » ;
- Glava čoveka s bradom (Tête d'un homme avec une barbe), dessin au crayon ;
- Devojka (Jeune Fille), huile, Musée national de Belgrade ;
- Glava starog čoveka (Tête de vieillard), huile, Musée national de Belgrade ;
- Grčki delija (Delija grec), huile, Musée national de Belgrade ;
- Grk u narodnoj nošnji (Grec en costume national), huile, collection de Tomislav Stevanović, Smederevo ;
- Jelena Utješinović-Aranicki kao dete od dve godine (Jelena Utješinović-Aranicki à deux ans), craie ;
- Kompozicija u spomenaru Flora Ognjeva (Composition dans l'Album de Flor Ognjev) ;
- Lik Branka Radičevića « Po nacrtu gđe Mine Vukomanovićke i Stevana Todorovića » (Portrait de Branko Radičević « d'après une conception de Mme Mina Vukomanović et Stevan Todorović »), gravure sur bois ;
- Marko Kraljević sa topuzom (Marko Kraljevic avec une masse), huile, Musée national de Belgrade ;
- Mladi crnac (Jeune Monténégrin), huile, Musée national de Belgrade ;
- Mladić s bradom (Jeune Homme avec une barbe), huile, Musée national de Belgrade ;
- Povratak Napoleona s Elbe (Le Retour de Napoléon de l'île d'Elbe), huile, Musée national de Belgrade ;
- Sima Milutinović (Sima Milutinović), dessin au crayon, Musée national de Belgrade ;
- Starac s bradom (Vieillard avec une barbe), huile, Musée national de Belgrade ;
- Starac s dugom kosom (Vieillard aux cheveux long), huile, Musée national de Belgrade ;
- Starica sa belom kapom (Vieille Femme au bonnet blanc) ;
- Vukova glava (Portrait de Vuk), dessin au crayon ;
- Portret devojčice sa crvenom maramom (Portrait de jeune fille avec un foulard rouge) ;
- Marko Kraljević sa šestopercem (Marko Kraljevic avec une étoile à six branches) ;
- Devojčica u kariranoj haljini (Jeune Fille en robe à carreaux).

L'amour de Mina pour la peinture était « indescriptible ». Ses débuts sont marqués par l'influence du classicisme Biedermeier, ce que l'on peut voir dans son Autoportrait, académiquement composé, et dans le portrait de son frère Dimitrije. Dans les peintures Le Vieillard aux cheveux longs et La Fille au foulard rouge, apparaît l'utilisation de grandes taches colorées et un rougissement chaud et lumineux des parties du corps exposées, ce qui montre qu'elle accorde davantage de place à la couleur au détriment du dessin. De fait, dans sa seconde manière, son œuvre est marquée par le romantisme. L'attention de Mina Karadžić a été attirée sur les physionomies de Bosniaques et de Monténégrins, qu'elle a montrées dans ses peintures. La Fille à la couronne de feuilles de vigne, avec la chaleur de ses couleurs, est parfois considérée comme « l'un des plus beaux portraits féminins du romantisme serbe » et comme « un symbole de la joie hédoniste de vivre ». Inspirée par Marko Kraljević, elle l'a représenté dans deux tableaux : Marko Kraljević avec une masse et Marko Kraljević avec une étoile à six branches.
Malgré sa passion pour la peinture, les tragédies familiales et les malheurs l'ont conduite à renoncer à la peinture.

### Mina Karadžić et la littérature

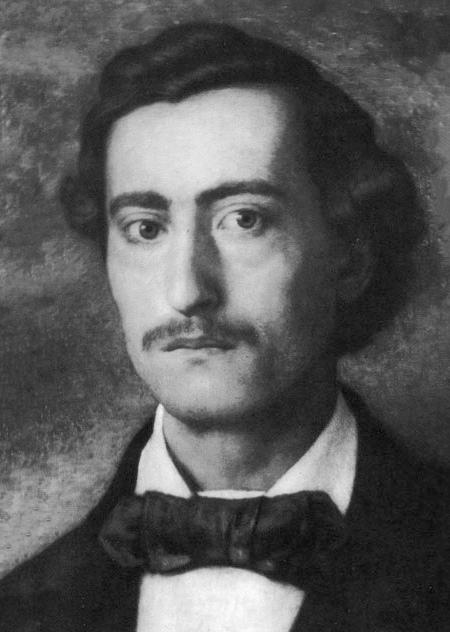
Le poète Branko Radičević

Mina Karadžić a joué un rôle important dans la diffusion de la littérature populaire serbe, par exemple en traduisant en allemand des chants populaires serbes qu'elle a transmis au poète Ludwig August Frankl (1810-1894), qui les a adaptés sur le plan métrique et les a publiés sous le titre Gusle, en 1852. Neuf ans plus tard, elle a traduit en allemand l'ouvrage de son père Srpskih narodnih pripovjedaka (Contes populaires serbes) et un millier de proverbes ; Vuk a dédié cette traduction à Jacob Grimm, qui a écrit la préface. Elle-même a écrit des vers et de la prose.

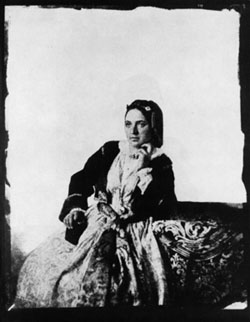
Photographie de Milica Stojadinović-Srpkinja, une amie de Mina Karadžić.

En 1843, alors qu'elle était âgée de 15 ans, elle a rencontré le poète Branko Radičević (1824-1853) dans la maison de son père. Momčilo Vuković-Birčanin, le secretaire du roi Pierre II Karađorđević, en exil à Munich, a rédigé un essai intitulé Nesretna ljubav Branka i Mine (L'Amour secret de Branko et de Mina), publié en 1980, où il écrit : « Branko a fait bonne impression sur Mina, lui a lu ses poèmes, lui a récité Byron et Schiller. Elle a joué Chopin au piano pour lui. Une profonde amitié s'est formée, différente des flirts juvéniles de la jeunesse étudiante avec des danses et des fêtes ou dans les cafés viennois au son des valses ». Ce qui est sûr, c'est que Branko Radičević s'est épris de Mina Karadžić, qui lui a servi de Muse ; il lui a dédié l'un de ses poèmes les plus célèbres qui commence par : « « Pevam danju, pevam noću » » (« Je chante le jour, je chante la nuit... »),, plus tard interprété par le musicien et chanteur Zdravko Čolić. Dans ce poème, Radičević veut élever Mina au rang des étoiles, car elle est la sœur des étoiles et compte parmi les étoiles. De son côté, Mina Karadžić a écrit plus tard ses Sećanja na Branka (Souvenirs de Branko), qui révèlent une proximité et une amitié exceptionnelles et, en tant que peintre devenue célèbre, elle a réalisé plusieurs portraits à l'huile du poète.
Un an plus tard, Đorđe Popović, venu à Vienne pour étudier le droit, a été aimé par Mina Karadžić. Il s'est rapproché de Vuk et, sur ses conseils, est passé des études de droit à celles de la philologie slave ; Popović a pris le pseudonyme qu'il a utilisé pour le reste de sa vie : Đuro Daničić (1825-1882). Birčanin écrit à ce sujet : « Par nature, il (Đuro Daničić) était le contraire de Branko. Renfermé sur lui-même, il cachait ses sentiments pour Mina dans le recoin le plus intime de son âme. Mina avait un dilemme intérieur dans ses sentiments pour Branko et Đura. Elle se sentait chère aux deux, mais elle ne pouvait pas offrir toute son affection à tous les deux. C'est ainsi qu'un drame intérieur s'est développé dans la maison de Vuk, qui a été remarqué par Vuk lui-même ».
Mina était amie avec la poétesse serbe Milica Stojadinović-Srpkinja (1828-1878) et elle l'a rencontrée à chacun de ses deux séjours à Vienne.
Elle correspondait avec de nombreuses personnalités de son temps. Certaines de ces lettres ont été traduites de l'allemand et publiées dans l'ouvrage Pisma Mine Karadžić Vukomanović (Lettres de Mina Karadžić Vukomanović), une sélection éditée par Golub Dobrašinović et publiée à Belgrade en 1997.